# Kaupen (Byhleguhre-Byhlen)
Kaupen, niedersorbisch Kupy, ist ein bewohnter Gemeindeteil der Gemeinde Byhleguhre-Byhlen im Landkreis Dahme-Spreewald in Brandenburg. Er ist Teil des amtlichen Siedlungsgebietes der Sorben/Wenden.
Der Gemeindeteil liegt im äußersten Südwesten der Gemarkung und grenzt im Südwesten an die Gemeinde Burg (Spreewald) an. Er ist von der übrigen Gemeinde durch den Nordumfluter abgetrennt, der in diesem Bereich von Südosten kommend in nordöstlicher Richtung verläuft. Nördlich liegt der weitere Gemeindteil Kokainz. Die Wohnbebauung ist über die Landstraße 51 erreichbar. Durch Kaupen führt auch das Fünfte Fließ, ein Meliorationsgraben, der die landwirtschaftlich genutzten Flächen über das Nordfließ in die Malxe entwässern.